# Markus Walz (Museologe)
Markus Walz (* 1959) ist ein deutscher Volkskundler, Museumswissenschaftler und Hochschullehrer.

## Leben und Wirken
Markus Walz studierte Volkskunde, Kunstgeschichte und Erziehungswissenschaften an der Rheinischen Friedrich-Wilhelms-Universität Bonn. In Bonn wurde er in Volkskunde promoviert. Außerdem absolvierte er ein geschichtswissenschaftliches Promotionsstudium an der Universität Osnabrück. Nach dem Studium folgte ein Volontariat am Landesmuseum Koblenz.
Walz war Juror beim Sächsischen Museumspreis und einige Zeit lang Mitglied des Beirats in den Museen der Städten Apolda, Dortmund und in Hannover. Seit 2019 ist er stellvertretende Leiter beim Deutschen Museumsbund.
Als Professor für theoretische und historische Museologie lehrt Walz zudem an der Hochschule für Technik, Wirtschaft und Kultur Leipzig. Er ist außerdem Vizepräsident der ICOM Deutschland.

## Schriften (Auswahl)
- Es müsse gestürmt werden ...: 3. April 1983: 150 Jahre Frankfurter Wachensturm. Az-Verlag, Frankfurt am Main 1983, ISBN 3-923440-03-0.
- Weihnachtskrippen im Kölner Raum: Verbreitungsgeschichte – Funktionszuweisungen – Gestaltung. Zugl. Dissertation Universität Bonn 1987. Böhlau, Köln/Wien 1988, ISBN 3-412-06088-7.
- Museen und Sammlungen im Regierungsbezirk Koblenz. Landesmuseum Koblenz, Koblenz 1989, ISBN 3-925915-23-0.
- Zinngießerfamilien aus Italien in Westfalen und im Rheinland. Verzeichnis. Aschendorff, Münster 1998, ISBN 3-402-05115-X.
- Region – Profession – Migration. Italienische Zinngießer in Rheinland-Westfalen 1700 - 1900. Zugl. Dissertation 1999. Universitäts-Verlag Rasch, Osnabrück 2002,  ISBN 3-935326-04-1.
- als Hrsg.:  Handbuch Museum. Geschichte, Aufgaben, Perspektiven. J.B. Metzler, Stuttgart 2016, ISBN 978-3-476-02375-9.